# Wanfu (köpinghuvudort i Kina, Jiangxi Sheng, lat 27,41, long 114,88)
Wanfu är en köpinghuvudort i Kina. Den ligger i provinsen Jiangxi, i den sydöstra delen av landet, omkring 170 kilometer sydväst om provinshuvudstaden Nanchang. Antalet invånare är 37 484. Befolkningen består av 17 573 kvinnor och 19 911 män. Barn under 15 år utgör 22,0 %, vuxna 15-64 år 69 %, och äldre över 65 år 8,0 %.
Runt Wanfu är det ganska tätbefolkat, med 139 invånare per kvadratkilometer. Wanfu är det största samhället i trakten. Trakten runt Wanfu består till största delen av jordbruksmark.
Genomsnittlig årsnederbörd är 2 038 millimeter. Den regnigaste månaden är maj, med i genomsnitt 329 mm nederbörd, och den torraste är oktober, med 26 mm nederbörd.